# Лапайнис, Петерис
Пе́терис Ла́пайнис (латыш. Pēteris Lapainis, в советских документах Пётр Иванович (Янович) Лапайн; 13 мая 1897 год, Унгурмуйжская волость (ныне Айвиекстская волость, Плявиньский край, Латвия) — 2 декабря 1990, Балдоне) — офицер русской, латышской, нацистской и советской армии.

## Биография
Участник гражданской войны в России и в Латвии. Участвовал во всех сражениях 6-го Рижского пехотного полка. Товарищ главы города Плявиняс.
Капитан латвийской армии. Служил в Айзпутском полку.
Командовал в 15-й дивизии фузилёрным/разведывательным 32-м батальоном Латышского добровольческого легиона СС, затем штурмбаннфюрер. Командир 3, 8 и 9 пехотной роты.
Взят в плен в Курляндском котле. Был осужден за участие в нацистской армии и отбывал заключение в Спасском лагере ГУЛАГа (Караганда). В 1956 году инвалидом вернулся в Латвию. Похоронен на Братском кладбище в Риге.

## Награждён
- Георгиевский крест 3 и 4 ст.
- Военный орден Лачплесиса 3 ст.[1] — за рейд на Латгальском фронте у села Коженец
- Железный крест 2 ст. — за бои у реки Великой
- Орден Красного Знамени — за бои под Царицыным
- Орден Виестура 5 ст.[2] — за долгую и образцовую службу в армии Латвийской Республики.
- по отдельным источникам — Орден Трёх звёзд[3]